# 로버트 F. 케네디
로버트 프랜시스 케네디(영어: Robert Francis Kennedy, 1925년 11월 20일 ~ 1968년 6월 6일, 약칭 RFK)는 바비 케네디(영어: Bobby Kennedy)로 더욱 잘 알려진 존 F. 케네디 대통령의 2명 동생 가운데 한 사람이며, 케네디 행정부에서 법무 장관으로 임명되었다. 케네디 대통령이 가장 신임한 조언자 가운데 한 사람인 바비 케네디는 피그스만 침공과 그 후 쿠바 미사일 위기 동안 대통령과 가까이 일하였다. 1964년 형 사망 후, 케네디는 뉴욕주 상원으로 선출되었다. 그는 1968년 캘리포니아주 로스앤젤레스에 있는 앰버서더 호텔에서 열린 캘리포니아주 예비 선거에서 자신의 승리를 축하는 연설하고서 얼마 지나지 않아 암살당했다. 마틴 루터 킹 목사 암살에 이은 그의 암살 사건으로 미국은 큰 충격과 혼란 속으로 빠져들었다. 민주당은 혼란과 분열을 극복하지 못하고 정권을 공화당에 빼앗겼다.
울려 퍼진 로버트 케네디 유산은 민권 운동 범위에 있었다. 많은 자기 세대 형제들이 미국에서 기념비적인 인종 차별 불의를 파악하는 데 느렸지만, 그는 자기 형과 더불어 소수 민족을 위한 정의감을 백악관으로 가져왔다. 그는 "내가 법무 장관이 되기 전에 민권 운동에 관하여 밤새 걱정한 것을 말하지 않을 것이나 나의 근본적인 믿음은 전부 사람들이 동등하게 창조되었다는 것이다."라고 인정하였다.
1960년대 중반에 바비 케네디는 미국에서 그리고 세계를 통하여 가난한 자들은 물론 흑인의 미국 뿐만 아닌 전부의 소수 민족들의 원인을 자신이 포용하면서 사회적 의식이 있는 젊은 미국의 음성이었다.
독실한 로마 가톨릭 신자였던 그는 부인 에델 스카킬과의 사이에 11명이나 되는 자녀를 남겼으며, 그의 자녀 중 몇몇은 정계와 법조계에서 활동하고 있다. 격동의 1960년대를 풍미했던 그는 지금도 미국인들의 기억속에 강렬하게 남아 있는 정치인이다.

## 어린 시절과 교육

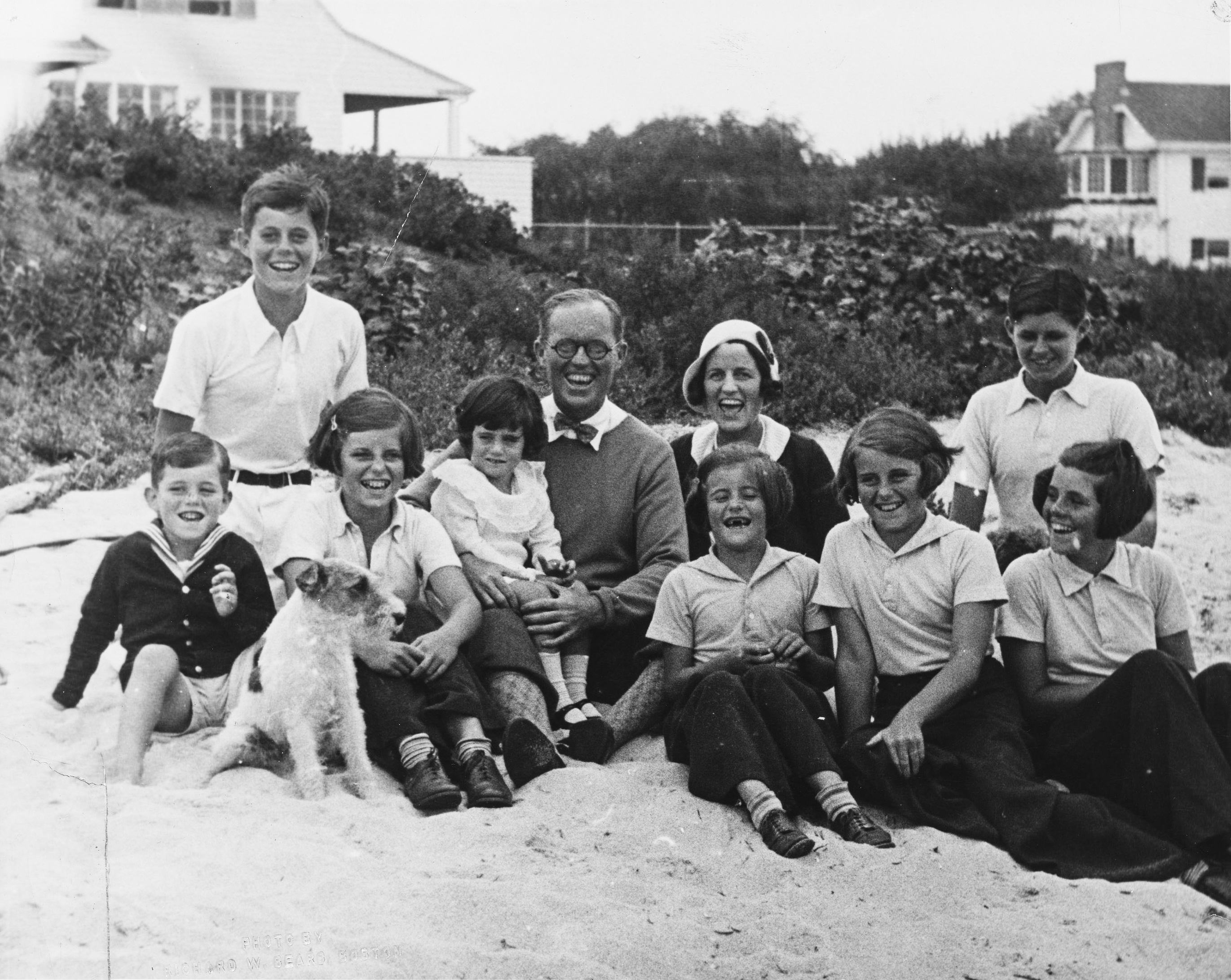
케네디 가족 (매사추세츠주 하이야니스포트에서, 아래 맨 왼쪽이 로버트)

매사추세츠주 브루클라인에서 조지프 케네디와 로즈 피츠제럴드 케네디에게 9명의 자식들 중 7번째로 태어났다. 가난한 사우스 보스턴의 아일랜드 이민자 부모의 아들인 그의 부친은 당시 증권 시장과 연관 투기 기업들에서 이미 재산을 모았다.
간헐적으로 만 집에 조 케네디는 하원에서 3개의 기간을 지내고 보스턴 시장이었던 존 F. 피츠제럴드의 딸이었던 자신의 능력이 있는 부인에게 가족의 일상적인 관리를 맡겼다.
로버트가 태어난지 1년 후에 가족은 뉴욕주로 이주하여 처음에 리버데일, 그러고나서 브롱크스빌에 정착하였다.
로버트 케네디는 매사추세츠주에 있는 밀턴 아카데미를 졸업하고, 그러고나서 1944년부터 1946년을 통하여 미국 해군의 예비 함대에 복무하여 베이츠 칼리지에서 사관 훈련을 완료하였다. 그는 하버드 대학교에 수학하러 가 하버드 미식축구 팀을 위하여 3년 레터맨 (모교의 약자 마크 착용이 허락된 우수 선수)가 되어 1948년에 졸업하였다. 그는 그러고나서 버지니아 대학교의 로스쿨에 입학하여 1951년 법률학 학위를 취득하였다. 로스쿨에 이어 케네디는 자신의 형 존 F. 케네디의 성공적인 1952년 상원 선거 운동을 관리하였다.

## 1960년까지 경력
케네디는 조지프 매카시 상원이 곤경의 반공주의 의견들을 나눈 자와 함께 그를 위하여 자신의 경력을 시작하였다. 그는 1953년 ~ 1954년의 육군-매카시 청문회가 있는 동안 반미 활동들로 조사들에 상원 상설 소위원회로 로이 콘과 함께 법률 고문을 지냈다. 하지만 그는 많은 조사들의 근거와 함께 불만의 이유로 1953년 3월 이 위원회로부터 사임하였다. "난 그것이 재앙으로 향했는 줄 알았다 ... 대부분의 조사원들은 주요 고문 혹은 그의 측근들과 개발된 정보의 근거에 아닌 것에 의하여 어떤 선입관의 근거에 마련되었다 ... 난 매카시가 이런 유행에 운영하는 데 위원회를 허용한 것에 실수를 했는 줄 알아 그에게 그렇게 말하고 사임하였다."라고 언급한 대로였다. 위원회의 민주당 상원들이 케네디에게 소수 민족 고문으로서 위원회에 의석을 제공했을 때 그는 매카시의 반대에 신속히 받아들였다. 최후적으로 상원은 1954년 12월 매카시를 비난하였다.
바비 케네디는 1956년에 시작된 상원 노동 라켓 위원회 청문회의 주요 고문으로 임명되었다. 극적인 장면에서 케네디는 트럭 기사 조합의 회장 지미 호파의 증언을 표시한 적대적 주장이 있는 동안 호파에 대항하였다. 1957년부터 1959년까지 노동 관리 관계의 부당 행위를 조사하는 상원특별위원회에 소속되어 활동하였다. 케네디는 자신의 형 존의 성공적인 대통령 선거 운동에 나가는 순서에 1959년 위원회를 떠났다.

## 법무 장관

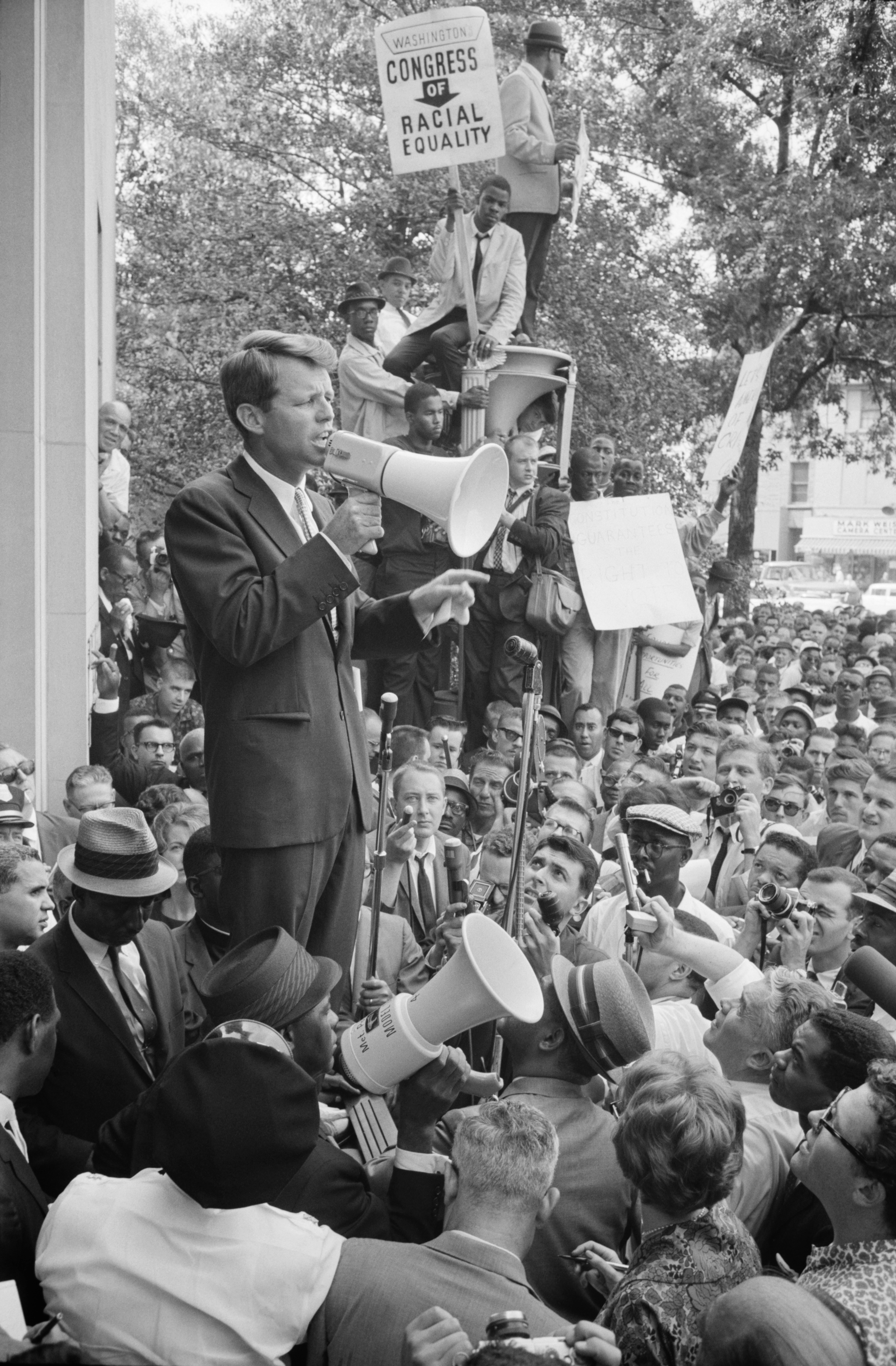
연설하는 바비 케네디

1960년 미국 대통령 선거 후에 바비 케네디는 자신의 형 존 F. 케네디에 의하여 법무 장관으로 임명되었다. 법무 장관으로서 그는 종종 미국 연방 수사국의 국장 J. 에드거 후버의 저항에 조직 범죄에 대항하는 자신의 개혁을 지속하였다.
조직 범죄는 금주법 이래 최소한 미국에 존재하였다. 하지먼 허버트 후버는 상상의 이상으로서 그 존재를 부인하였다. 1962년 케네디는 조직 폭력단의 존재를 밝혀내 그 회원들을 공격적으로 기소하기 시작하였다. 조직 범죄의 인물들에 대한 유죄 판결들은 그의 기간 동안 800 퍼센트에 의하여 상승하였다. 그의 저서 〈내부의 적〉은 자신의 시초적 조사들의 결과들을 나타냈다.
케네디는 또한 민권 운동과 아프리카계 미국인들을 위한 동등한 기회를 진지하게 시행하였다. 1961년 조지아 대학교의 로스쿨에서 연설이 있는 동안 그는 민권 운동으로 행정부의 수행을 표현하였다. - "우리는 방관하거나 무관심하지 않을 것이다. 우리는 움직을 것이다. 나는 1954년 미국 대법원의 학교의 인종 차별 대우 폐지의 결정이 옳다고 믿는다. 그러나 나의 믿음은 상관 없다. 그것은 법이다. 당신들 중에 어떤이는 결정이 잘못 되었다고 믿을 것이다. 그것은 법이다."
1962년 9월 그는 미시시피 대학교로 첫 아프리카계 미국인 학생 제임스 메레디스를 인정하는 법원 명령을 집행하는 데 미시시피주 옥스퍼들로 미국 연방 보안관과 군인들을 보냈다. 민권 사모소도 또한 그 첫 아프리카계 미국인 변호사 셀턴 헨더슨을 기용하였고 민권 운동 지도자들과 조심스럽게 일하였다. 바비 케네디는 투표를 인종적 사법의 기본적으로 보았고 짐 크로 법에 종말을 가져온 현저한 1964년 민권법을 창조하는 데 대통령들 케네디와 존슨과 함께 협동하였다.
그는 또한 쿠바 미사일 위기가 있는 동안 전쟁을 피하는 데 전략에서 촉진자와 대통령의 의문의 여지가 없는 동료로서 중대한 역할을 하였다. 자신의 원시의 이유로 미국은 핵전쟁으로 이끌 것 같은 군사 공습을 시작하는 대신 미국은 쿠바를 봉쇄하는 데 결정하였다. 이 위기가 있는 동안 그의 2번째 주요 공헌은 미국 주재 소련 대사 아나톨리 도프리닌과 함께 자신의 연락과 미사일을 제거하는 데 소련과 이후의 협상들이었다.

## 존 F. 케네디 암살 사건

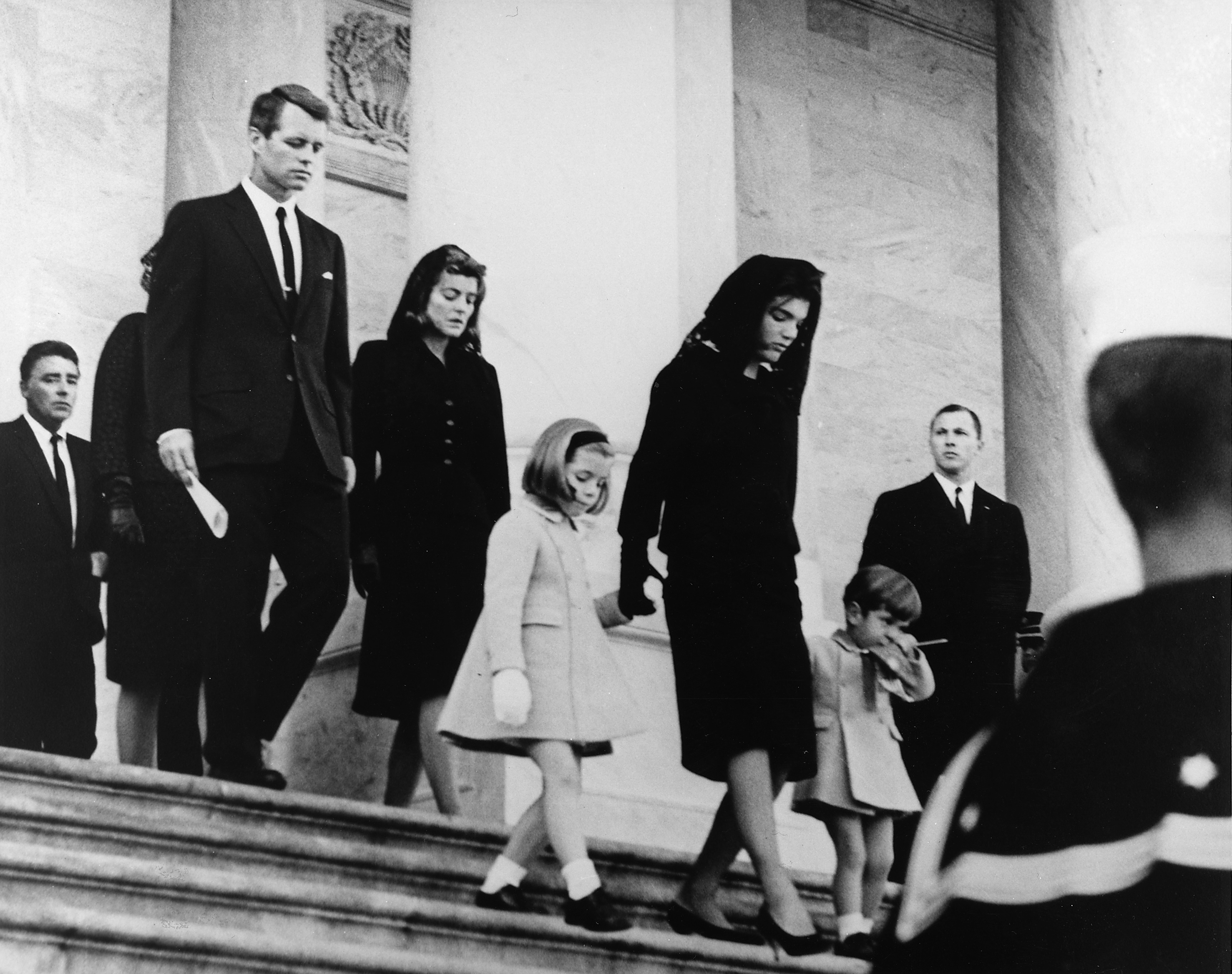
자신의 형 존 F. 케네디 대통령의 장례식에서 (1963년 11월 25일)

바비 케네디의 38세 생일 이틀 후에 존 F. 케네디 대통령의 암살 사건은 세계, 전국과 케네디 가 - 그러나 특별히 바비에게 잔인한 충격이었다. 자신의 형의 암살 사건이 바비를 깊은 우울한 슬픔에 빠뜨렸다. 그는 육체적으로 줄어든 것 같아 보았고 그의 얼굴은 슬픔에 눈을 감싸는 마스크가 되었다. 명확하게 자신의 형의 사망은 그의 어깨에 큰 부담을 가져왔다. 그는 자신의 형에 애도하였고 너무 많은 케네디의 전망과 약속의 사실은 비극적으로 그리고 궁긍적으로 미완성으로 남았다.
자신의 일생의 나머지를 위하여 그는 자신의 마음의 표면으로부터 자신의 형이 전혀 멀지 않은 생각들과 함께 산 것으로 보였다. 마틴 루터 킹 주니어가 1968년 4월 4일 암살되었을 때 케네디 상원은 대선 운동 중지가 있는 동안 겨우 인디애나폴리스에 도착하였다. 연설을 포기하는 데 자신의 조언자들의 추천들을 거절한 그는 군중에게 킹의 암살 사건을 공고하였다. 그는 가족에게 공감하는 애도를 제공하여 5년 전에 자신의 형의 잃음에 자신의 슬픔을 나누었다. 그는 킹에 관한 자신의 마음으로부터 말하여 믿음과 희망을 호소하였다. 그는 인종들 사이에 화해를 추구하는 데 군중을 간청하였다. 그의 임기웅변의 연설은 "우리 자신을 수 많은 세월 전에 그리스인들이 쓴 인간의 은근함을 길들이고 이 세상의 삶을 부드럽게 하는 데 봉납합시다. 그것으로 우리 자신을 봉납하고 우리의 국가와 우리의 국민을 위하여 기도문을 말합시다."라는 말들과 함께 끝났다. 인디애나폴리스는 킹의 사망에 이어 며칠간 폭동들을 경험하지 않은 아프리카계 미국인의 큰 인구와 함께 한 몇몇의 대도시들 중의 하나였다. 전국을 통하여 폭동들에서 수천명의 사람들이 부상을 당하고 43명이 살해되었으나 인디애나폴리스는 조용하게 남았다.
1964년 민주당 전당 대회에서 바비 케네디는 고인된 대통령에게 봉납된 기념 영화의 전시에 대비하여 연설할 예정이었다. 그가 소개되면서 수만명의 대표단, 당수, 젊은 의원, 관찰 기자와 다른이들이 연단에 서있는 소심하고 감정적으로 허약한 바비 케네디를 위한 성원의 천둥 같은 박수를 쳤다. 그는 무너지고 울기 시작하였다. 박수는 22분 동안 지속되었다.
바비 케네디는 연설을 하는 데 충분한 힘을 모았으나 무대 뒤에서 눈물을 흘렸다. 그는 몇달간 개인적으로 황폐하게 남으려고 하였다. 자신의 형의 사망은 그가 이제 조지프 케네디의 살아있는 맏아들이었다는 것을 의미하였고 자신 소유의 큰 가족, 그의 누이들, 자신의 형제·자매들의 자식들, 그리고 자신의 동생 테드 케네디의 가장 만이 아니었다. 이제 바비 케네디는 비극으로 난파 당한 케네디 가의 어린 지도자였다.

## 뉴욕주 상원

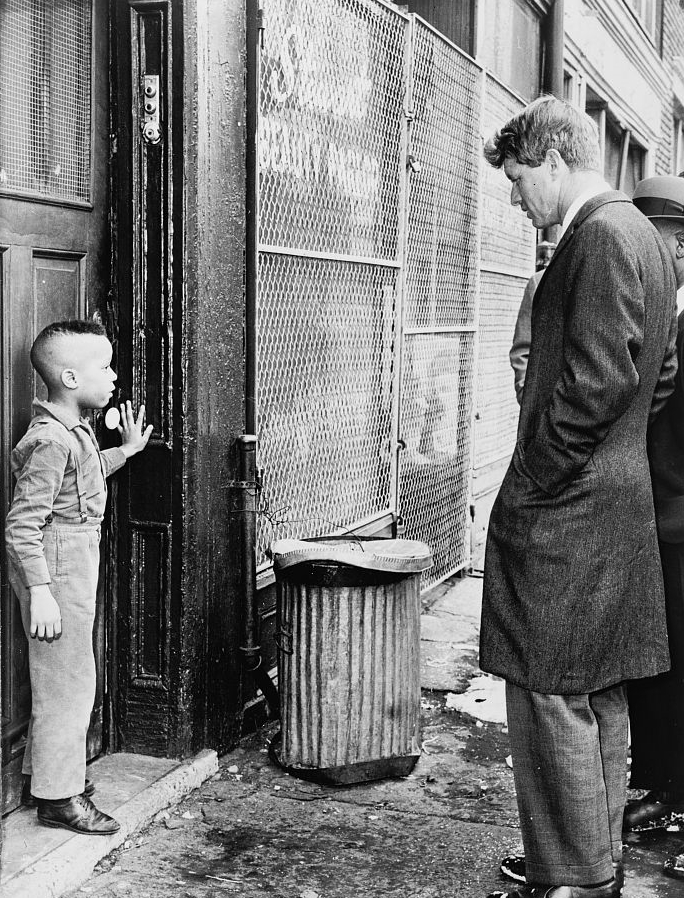
뉴욕 브루클린 베드퍼드스타이베선트에서 한 흑인 어린이와 이야기하는 케네디 상원

존 F. 케네디의 암살 사건의 곧 후에 바비 케네디는 뉴욕주를 대표하는 미국 상원에서 의석을 위하여 나가는 데 내각을 떠났다. 그는 1964년 11월 선거에서 현직 상원 케네스 키팅을 꺾었다. 상원으로서 자신의 3년 반의 세월 동안 그는 아파르트헤이트 지배의 남아프리카공화국, 전쟁에 분노한 동남아시아를 방문하였고, 미국의 대문들 안에 활동적으로 일하였다.
케네디는 뉴욕의 빈곤에 시달리는 베드퍼드스타이베선트 이웃의 문제들을 해결하는 데 결심하였다. 그는 소수 민족 공동체들과 함께 파트너십을 형성하는 데 백인 소유의 비지니스들을 설득시켜 직업들과 사회 봉사, 건물 개조와 새로운 주택 공급을 가져왔다. "베드-스타이" 프로젝트의 성공은 전국의 모델로서 그것을 제공하는 데 그를 자극하였다. 자신에게 놀라운 그는 보수주의와 자유주의 같은 자들로부터 저항을 만났다. 그의 분석은 보수주의자들이 그와 함께 가끔 동의하였으나 자신들의 구성들의 성원을 잃을 것 같이 두려워하고 있었다는 것과 자유주의자들이 문제를 해결하는 데 자신들을 투자하기 보다 사회 보장 서비스의 형성에서 단순하게 기금들을 마련하는 데 오히려 좋아했던 것이었다.
활동을 위한 필요성을 강조하는 데 케네디는 미국에서 가장 가난한 지역들의 어떤 곳으로 사실 조사 임무를 수행하였다. 그의 여행들 중에 하나는 미시시피주의 가장 가난한 빈민가들로 그를 데려갔다. 전미 흑인 지위 향상 협회의 변호사이자 활동가 메리언 라이트가 그를 동행하였다. 그녀는 자신이 시초적으로 케네디를 단순한 홍보 추구자로 알았으나 자신의 마음이 변하였다고 보고하였다. 그녀의 보고는 다음과 같다. -
"그는 내가 안 하려고 한 것들을 하였다. 그는 가장 더럽고, 가장 불결하고 가장 가난한 흑인의 집들로 갔고 ... 그는 열린 상처를 가지고 영양실조로 배가 부풀어 오른 아기와 함께 앉으려고 하였으며 그는 앉고 그 아기들을 손대며 안았다. 난 그렇게 안했으나 그는 그렇게 하였다."
상원으로서 바비 케네디는 아프리카계 미국인과 아메리카 인디언 혹은 이민자 단체들 같은 다른 소수 민족들에게 자신을 사랑하였다. 그는 강하게 말하여 자신을 민권 운동 분투의 지도자들과 결합하였고 전부의 수준들에 인종 차별을 없애는 데 더욱 공격적인 의제를 수행하는 데 민주당을 지도하였다. 수백만명의 권리가 박탈되고 절망하는 아프리카계 미국인들을 위하여 교육을 증가시키고, 고용을 위한 기회들을 제공하고 보건을 마련하는 데 버스 타기, 전체의 공공 시설들의 인종적 통합, 1965년 투표권법과 빈곤 반대 사회 프로그램들을 성원하였다.
1967년 동남아시아를 방문한 후, 그는 자신의 이전 입장을 뒤집고, 베트남 전쟁의 더욱 나가서 단계적 확대에 중단을 요구하였다. 이 결정을 만드는 것은 케네디 대통령이 남베트남을 위하여 군사 성원을 증가시켰고, 공산주의의 공격으로부터 동남아시아와 인도차이나 지방을 방어하는 데 미국을 약속을 구상한 것을 알던 그를 위하여 어려웠다.

## 대통령 경선 후보

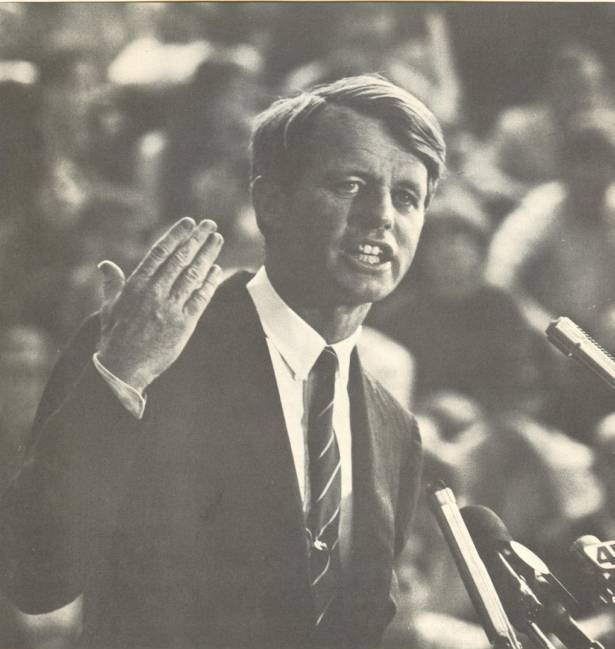
인디애나주 예비 선거를 위하여 1968년 대선 운동 공식 성명에서

바비 케네디의 대통령 선거 운동은 시민의 자유와 정의를 위한 공격적인 전망, 존슨 대통령의 위대한 사회 프로그램들의 범위를 넘어 사회 개발 프로그램들의 확장, 미국 정치에서 활동적인 소수 민족의 참가와 미국 남부의 보수적인 태도들로 노골적인 반대와 빈곤과 인종 차별 같은 심각한 사회 문제들로 많은 미국인들의 냉담한 태도에 의하여 구동되었다.
원래 바비 케네디는 존슨이 존 F. 케네디의 4년 기간의 절반보다 적게 지낸 사실의 이유로 미국 헌법 수정 제22조에 의하여 3번째 기간을 위하여 합격한 존슨 대통령을 상대로 1968년 민주당 후보 지명을 위하여 자신이 나갈 것을 부인하였다. 하지만 3월 12일 뉴햄프셔주 예비 선거에서 월남전 반전과 화평을 내걸은 후보인 미네소타주 유진 매카시 상원의원이 42%를 얻어, 존슨과의 격차가 7%P 차로 좁혀지자, 케네디도 3월 16일 대통령직을 위한 자신의 후보직을 선언하고, 캘리포니아주와 오리건주 예선에 출마하겠다고 밝혔다. 3월 31일 존슨은 텔레비전에 나와 자신이 재선을 위하여 더 이상 후보가 아니었다고 국가에 말하였다. 당초 케네디는 72년 대통령 선거 출마를 목표로 했던 것으로 알려졌음에도 불구하고, 그가 출마 시기를 4년 앞당긴 이유로 거론된 것 중의 하나는 만약 1968년 대통령 선거에서 공화당의 리처드 닉슨 전 부통령이나 넬슨 록펠러 뉴욕주 주지사와 같은 강력한 인물이 집권하면 8년을 기다려야 할 수도 있다는 우려였다.
케네디는 자신이 불우하고 억압받는 사람들에게 손을 내밀면서 미국의 청년들 중에 엄청난 인기를 얻었다. 그의 선거 운동은 감정적이고 강렬하게 개인적 선거 운동을 나가는 데 자신의 능력에 크게 의지하였다. 그는 징병 초안들의 "위선"에 학생들을 도전하였고, 다수의 작은 타운들을 방문하였으며 긴 자동차 행렬과 가끔 곤경에 처한 도심들에서 길거리 구석의 연설들에 참가하면서 집단들에게 자신을 유용하게 만들었다. 그는 애팔래치아산맥의 가난한 도시 지역 혹은 시골 부분들에서 자신의 이벤트들에 참석할 부분적으로 엄청난 군중으로 이어진 것에 자신의 선거 운동의 도시 빈곤의 주요 근심을 만들었다.
케네디는 인디애나주와 네브래스카주의 민주당 예비 선거들을 이겼으나 오리건주 예비 선거를 패하였다.

## 암살 사건
1968년 6월 4일 그는 자신이 사우스다코타주와 캘리포니아주에서 예비 선거들을 이겼을 때 민주당 대통령 후보 지명을 향한 자신의 대선전에서 주요 승리를 득점매겼다. 로스앤젤레스에 있는 앰버서더 호텔 무도실에서 6월 5일의 아침 일찍이 시간들에 그가 자신의 성원자들에게 연설한 후, 호텔의 키친에서 일하는 성원자들을 인사하는 데 서비스 지역을 지나 무도실을 떠났다. 관중들로 꽉찬 키친 통로에서 24세의 팔레스타인 출신 이민자 시르한 시르한이 케네디를 둘러싼 관중에게 직접 .22 연발 권총을 쏘았다. 가까운 거리에서 머리에 총을 맞은 케네디를 포함하여 6명이 상처를 입었다. 케네디는 전혀 의식을 회복하지 못하였고 6월 6일 아침 일찍이 42세의 나이로 사망하였다.

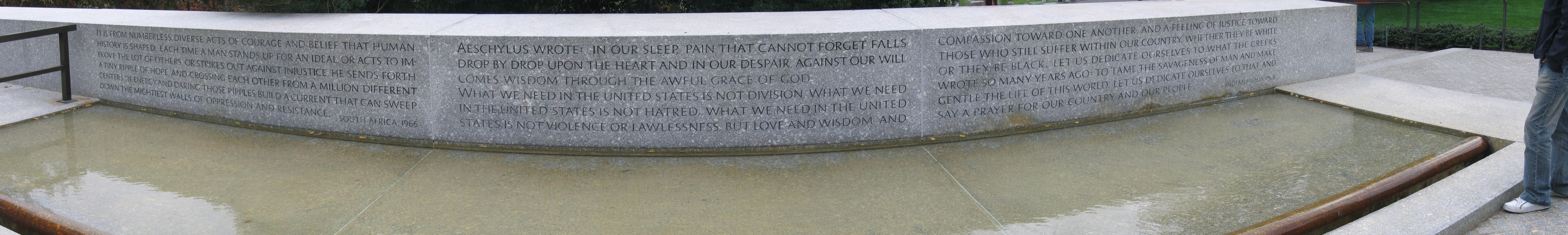
로버트 케네디 기념비

장례 미사는 그의 동생 테드 케네디 상원이 다음과 같은 말들과 함께 유명하게 그를 칭송한 동안 뉴욕에 있는 성 패트릭 대성당에서 열렸다.
"나의 형은 우상화 될 필요가 없고 잘못된 것을 보아 그것을 바로 잡으려고 노력하고, 그 고통을 겪는 것을 보아 그것을 고치려고 노력하고, 전쟁을 보아 그것을 멈추려고 노력한 좋고 예절 바른 남자로서 단순하게 기억될 그가 인생에서 있던 범위를 넘어 죽음으로 확대되지 않았다. 그를 사랑했고, 그가 우리에게 무엇이었는지, 그리고 다른이들을 위하여 그가 무엇을 바랬는지 기도하는 오늘 그가 쉬는 데 그를 데려간 우리들은 언젠가 온 세상을 위하여 올 것이다."
미사에 이어 케네디의 시신은 기차에 의하여 워싱턴 D. C.로 옮겨져 알링턴 국립 묘지에서 자신의 형 존의 묘비 근처에 안장되었다. 케네디 상원의 장례식은 알링턴 국립 묘지에서 여태까지 밤에 열리는 데 단 하나로 지내왔다.

## 믿음들
로버트 케네디의 정치의 중심과 인생에 개인적 태도와 그 목적은 자신의 가족으로부터 물려받은 그의 가톨릭 신앙이었다. 자신의 인생을 통하여 바비는 자신의 믿음이 어떻게 자신의 인생의 모든 분야에 정보를 주었고, 자신의 형의 암살에 이어 정계에 다시 들어가는 데 그에게 힘을 주었나에 참조하였다. 존이 자신의 믿음에 대한 냉담한 감각을 유지하면서 로버트는 가톨릭 신앙의 프리즘을 통하여 인류에 대한 자신의 의무들에 접근하였다. 처음에 그와 혹은 그의 형 아무도 짐 크로 법에 의하여 대표되는 엄청난 악행과 민권 운동을 형성한 도덕적 명령을 깨닫지 않았어도 케네디는 증가적으로 평화, 정의와 인간의 존엄성을 지키게 되었다. 자신의 대선 운동이 있는 동안 그의 연설들은 열정적이고 지적으로 강력했던 사회적 의식과 함께 울려 퍼졌다.
베트남 전쟁으로 그의 원래 꺼리는 반대는 미국이 "만약 세계에서 단 하나의 국가였다면"으로서 활동하고 있었다는 견해에 근거를 두었다. 그는 미국에서 굶주림을 끝내는 것에 관하여 열정정이었고, 아마 상원 반미 활동 소위원회와 함께 자신의 날들로 반응에서 아무 진실적인 민주주의 사회에서 중요한 권리로 반대 의견을 옹호하였다. 케네디는 빈곤을 "국가적 망신"으로 믿었다. 그의 선거 운동 연설들은 최근에 〈RFK에 의한 찬송가〉로서 효과적으로 편집되어 출판되었다.
깨끗한 물과 공기를 위한 유명한 선거 운동가, 환경 변호사이며 독실한 로마 가톨릭 신자인 케네디의 아들 로버트 F. 케네디 주니어는 자연을 위하여 아시시의 프란치스코와 자신의 부친을 위하여 고귀한 유산 평화를 위한 그의 기도에 의하여 크게 영향을 받았다.

## 개인 생활
1950년 케네디는 에델 스카킬과 결혼하여 다음과 같은 11명의 자녀들을 두었다.
- 캐슬린 하딩턴 (1951년 ~ )
- 조지프 패트릭 2세 (1952년 ~ )
- 로버트 프랜시스 주니어 (1954년 ~ )
- 데이비드 앤서니 (1955년 ~ 1984년)
- 메리 코트니 (1956년 ~ )
- 마이클 리모인 (1958년 ~ 1997년)
- 메리 케리 (1959년 ~ )
- 크리스토퍼 조지 (1963년 ~ )
- 매슈 맥스웰 테일러 (1965년 ~ )
- 더글러스 해리먼 (1967년 ~ )
- 로리 엘리자베스 캐서린 (1968년 ~ )

막내딸 로리는 그녀의 부친의 암살 사건 몇달 후에 태어났다.
케네디는 항상 충성적인 아들, 형제와 가족의 남자였다. 그의 부친의 가장 야망적인 꿈들이 그의 형들에 중심을 두었다는 사실에 불구하고 로버트는 맹렬하게 자신의 부친 조지프와 형들 조 주니어와 존에게 충성적이었다. 그의 충성이 대부분의 형제들보다 서로에게 다정하게 가까이 그들을 화합한 동안 그의 경쟁력은 자신의 부친과 형들에 의하여 존경을 받았다. 존 F. 케네디의 선거 운동들에 일한 로버트는 후보 자신보다 더욱 연루적이고, 열정적이자 고집적이었으며 모든 세부 사항에 집착되어 모든 전투에서 싸우고 근로자들을 임무로 데려갔다.
케네디는 매사추세츠주 하이야니스포트에 있는 코드곶에 잘 알려진 케네디 구내에 집을 소유하였으나 자신의 시간의 대부분을 워싱턴 D. C. 겨우 외부에 위치한 히커리힐로 알려진 버지니아주에 있는 자신의 사유지에서 보냈다. 부인 에델과 그의 자녀들은 1968년 그의 사망까지 지속적으로 히커리힐에 살았다. 현재 에델 여사는 전임으로 하이야니스포트에 있는 별장에서 살고 있다.

## 영예

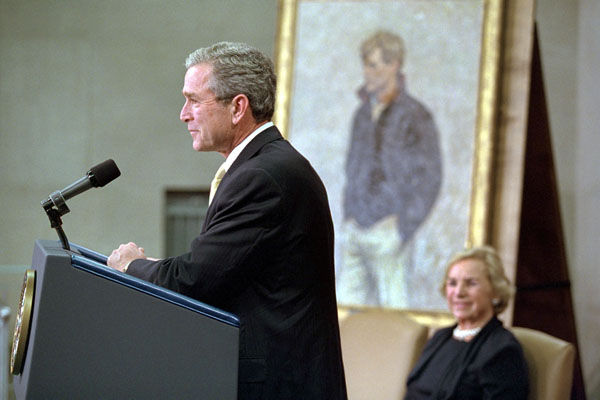
에델 케네디 여사가 보이면서 로버트 케네디의 영예에 미국 법무부 청사를 봉납하는 조지 W. 부시 대통령

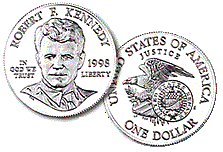
1998년 로버트 K. 케네디 특별 달러 주화

다수의 영예들이 케네디 상원의 사망 이래 그에 수여되어 왔으며 1969년 D. C. 스타디움을 로버트 F. 케네디 메모리얼 스타디움으로 이름을 다시 지었고, 1998년 미국 조폐국에 의하여 특별 달러 주화와 2001년 11월 20일 조지 W. 부시 대통령과 법무 장관 존 애시크로프트에 의하여 워싱턴 D. C.에서 그의 76세 생일에 그의 이름을 따 미국 법무부 청사의 봉납식을 포함한다.
미국에 걸쳐 다수의 도로, 공립 학교와 다른 시설들이 그의 사망한지 몇달과 몇년 후에 로버트 F. 케네디의 기념에 이름이 붙었다.
고인된 상원을 기억하는 것 뿐만 아니라 지속적으로 소외 계층을 돕는 그의 업무로 노력에서 민간 시민들은 오늘날 해마다 800명 이상의 학대 및 방치의 어린이들을 돕는 "로버트 K. 케네디 어린이 활동단"을 착수하였다.
케네디의 전망을 살아있게 하는 데 그의 가족과 친구들은 1968년 생활 기념관을 창립하였다. "로버트 F. 케니디 기념관"은 소외 계층과 억압받는 사람들에게 권능을 부여하고, 우리 지도자들의 다음 세대를 세우고 우리 사회를 향한 가장 어려운 문제들을 해결하는 데 일하는 국내와 국제 프로그램들을 통한 그의 평화적이고 세계 만의 꿈을 깨닫는 데 일하는 비영리적인 자선 조직이다.
로버트 F. 케네디 기념관 인권 센터는 20개 이상의 다른 나라들에서 사회적 불의를 바로 잡는 데 봉납의 세월을 통하여 인권 침해를 끝내는 진행을 만든 인권 활동가들과 함께 파트너를 맺는다. 그들은 해마다 RFK 인권상, FRK 저널리즘상과 RFK 도서상을 수여한다.
대한민국에서는 김근태와 인재근이 1987년 제4회 RFK 인권상 수상자로 선정된 바 있다.

## 저서
일반적으로 웅변가로 숙고된 로버트 케네디는 정치와 자신의 세대를 직면한 문제들에 관하여 널리 책을 썼다.
- 〈내부의 적 : 지미 호파와 부패한 노동 조합들에 대항하는 매클렐런 위원회의 개혁 운동〉 (1960년)
- 〈더욱 새로운 세상을 찾으러〉 (1967년)
- 〈13개의 하루들 : 쿠바 미사일 위기의 회고록〉 (1969년)

## 같이 보기
- 케네디가의 저주

## 참고 문헌
- 로버트 댈럭 지음, 정초능 옮김, 《(JFK) 케네디 평전》, 푸른숲, 2007

## 역대 선거 결과
| 선거명      | 직책명                | 대수 | 정당   | 득표율 | 득표수      | 결과 | 당락                 |
| ----------- | --------------------- | ---- | ------ | ------ | ----------- | ---- | -------------------- |
| 1964년 선거 | 상원의원 (뉴욕 제1부) | 89대 | 민주당 | 53.47% | 3,823,749표 | 1위  | 뉴욕주 상원의원 당선 |